# Henrik Nielsen Rosenkrantz
Henrik Nielsen Rosenkrantz (død 5. december 1537 i Visby) var en dansk adelsmand, lensmand på Gotland og godsejer. 

## De unge år
Henrik Nielsen var søn af rigshofmesteren Niels Eriksen Rosenkrantz og Birgitte Olufsdatter Thott. Hans fødselsår er ukendt, men han må være født noget før år 1500. Han nævnes første gang i 1517 i dr. Morten Krabbes testamente. I sin ungdom foretog han lange rejser og blev 1522 i Jerusalem slået til ridder af den hellige grav. Han var tilbage i Danmark kort efter kong Christian 2.'s flugt. I årene 1525-1530 havde han Hind og Ulfborg Herreder i pant. Ved sin moder Birgitte Olufsdatter Thotts død 1528 kom han i besiddelse af Skjern Hovedgård. Fra samme år havde også Middelsom og Sønderlyng Herreder i pant. Fra 1530 til sin død var han lensmand på Gotland. 

## Lensmanden på Gotland
Under røret i forbindelse med reformationen synes han at være gået temmelig skrapt frem mod kirker og klostre i Visby. Han foretog store udbedringer på slottet, men pålagde også indbyggerne hårde afgifter hertil. I den kongeløse tid efter Frederik 1.’s død 1533 og under Grevens Fejde sad Henrik Rosenkrantz i lang tid lang så godt som uafhængig på Gotland og indtog en lignende stilling som forgængerne Iver Axelsen Thott og Søren Norby. Han var en heftig fjende af Lübeck og stod tidlig i forbindelse med kong Gustav Vasa i Sverige og hertug Albrecht af Preussen. Derigennem skaffede han sine venner i Danmark gode politiske efterretninger. Han kæmpede på egen hånd med lübeckerne og erklærede, at han ikke at ville afstå Gotland til andre end til en af hele riget valgt konge. Derimod udrustede han skibe til hjælp for Lübecks fjender, så at Gotland i flere henseender blev et vigtigt punkt under forberedelsen til søkrigshandlingerne. Da den skånske adel i begyndelsen af 1535 havde sluttet sig til hertug Christian (3.), der tidligere var hyldet i Jylland, og da hertug Christians tropper stadig havde fremgang, anerkendte også Henrik Rosenkrantz ham som konge og lod indbyggerne på Gotland sværge ham hyldingseden i april 1535. På Gotland holdtes rådslagninger af de svenske og danske admiraler (Peder Skram), inden det store søtogt begyndte, hvortil også Henrik Rosenkrantz havde sendt skibe, og som endte med sejr over Lübeck. Også efter Grevens Fejde beholdt Henrik Rosenkrantz Gotland, men i november 1537 styrtede han med hesten ved Visby og døde som følge af faldet 5. december, omkring 40 år gammel.

## Familieliv
Henrik Rosenkrantz havde i flere år været trolovet med jomfru Margrethe Henriksdatter Gyldenstierne, søster til de bekendte stormænd Odense-biskoppen Knud Gyldenstierne og Mogens Gyldenstierne, men 17. juli 1530 blev trolovelsen ophævet efter lange og pinlige forhandlinger mellem de to mægtige adelsslægter i Helligåndshuset i København. Som årsag anførtes, at de som næstsøskendebørn var for nært beslægtede. Det synes dog nærmest at have været et påskud, for få dage efter forlovedes Henrik Rosenkrantz med Anders Bentsen Billes datter Clara. Heller ikke hende skulle han dog komme til at ægte. Et senere, dog øjensynlig urigtigt sagn, ville vide, at han netop var redet ud for at modtage sin brud, da han styrtede med hesten, og man så heri en himlens straf for bruddet med hans første trolovede. Han blev begravet i Visby Kirke på Gotland. I Hornslet Kirke på Djursland findes en mindesten over ham.
Henrik Nielsen Rosenkrantz anvendte 1524 som den først kendte af sin slægt familienavnet Rosenkrantz. 